# توماس نيلسون (لاعب كرة قدم)
توماس نيلسون (بالسويدية: Thomas Nilsson)‏ هو لاعب كرة قدم سويدي في مركز الهجوم، ولد في 2 أغسطس 1955 في Borlänge Municipality ‏ في السويد. لعب مع نادي براغي.

## وصلات خارجية
- توماس نيلسون (لاعب كرة قدم) على موقع قاعدة بيانات كرة القدم.إي يو (الإنجليزية)
- توماس نيلسون (لاعب كرة قدم) على موقع ناشيونال فوتبول تيمز (الإنجليزية)
- توماس نيلسون (لاعب كرة قدم) على موقع عالم كرة القدم.نت (الإنجليزية)